# John E. Jackson (Maskenbildner)
John E. Jackson ist ein Maskenbildner und Spezialeffektkünstler.

## Leben
Jackson begann seine Karriere im Filmstab 1991 bei Eric Reds Horrorfilm Body Parts. Nach einigen Fernsehproduktionen wirkte er 1993 ohne Namensnennung im Abspann an Steven Spielbergs Schindlers Liste mit, danach folgten weitere große Hollywoodproduktionen wie Natural Born Killers, Outbreak – Lautlose Killer und American History X. 2003 wurde er für Julie Taymors Filmbiografie Frida zusammen mit Beatrice De Alba mit dem Oscar in der Kategorie Bestes Make-up und beste Frisuren ausgezeichnet. Auch bei den im selben Jahr abgehaltenen BAFTA Film Awards erhielt er die Auszeichnung in der Kategorie Beste Maske.
Neben seinen Engagements beim Film war Jackson auch für das Fernsehen tätig, darunter die Fernsehserien Hawthorne, Eastbound & Down und Shameless sowie Little Britain USA. Für sein Wirken beim Fernsehen war er zwischen 1993 und 2009 siebenmal für den Primetime Emmy nominiert, den er zweimal gewinnen konnte.

## Filmografie (Auswahl)
- 1991: Body Parts
- 1993: Schindlers Liste (Schindler’s List)
- 1994: Natural Born Killers
- 1995: Ace Ventura – Jetzt wird’s wild (Ace Ventura: When Nature Calls)
- 1995: Outbreak – Lautlose Killer (Outbreak)
- 1996: Vier lieben dich (Multiplicity)
- 1997: Austin Powers – Das Schärfste, was Ihre Majestät zu bieten hat (Austin Powers: International Man of Mystery)
- 1998: American History X
- 1999: Durchgeknallt (Girl, Interrupted)
- 2002: Frida
- 2003: Paycheck – Die Abrechnung (Paycheck)
- 2004: Das Vermächtnis der Tempelritter (National Treasure)
- 2005: Thank You for Smoking
- 2007: Die Legende von Beowulf (Beowulf)
- 2007: Die Liebe in den Zeiten der Cholera (Love in the Time of Cholera)
- 2009: Er steht einfach nicht auf Dich (He’s Just Not That Into You)
- 2009: State of Play – Stand der Dinge (State of Play)
- 2010: The Town – Stadt ohne Gnade (The Town)
- 2015: Knight of Cups

## Auszeichnungen (Auswahl)
- 2003: Oscar in der Kategorie Bestes Make-up und beste Frisuren für Frida
- 2003: BAFTA Film Award in der Kategorie Beste Maske für Frida